# Gottfried Maron
Gottfried Maron (* 5. März 1928 in Osterwieck; † 27. Januar 2010 in Nürnberg) war ein deutscher evangelisch-lutherischer Theologe (Kirchenhistoriker) und Hochschullehrer.
Maron studierte von 1948 bis 1955 Evangelische Theologie an der Universität Göttingen und wurde 1956 aufgrund einer von Ernst Wolf betreuten Arbeit über Kaspar Schwenckfeld zum Dr. theol. promoviert. Anschließend arbeitete er als Referent im Konfessionskundlichen Institut des Evangelischen Bundes in Bensheim. Eine seiner Aufgaben war die evangelische Berichterstattung über das Zweite Vatikanische Konzil. 1964 wurde er Assistent bei Walther von Loewenich an der Universität Erlangen-Nürnberg und habilitierte sich 1968 für das Fachgebiet Kirchengeschichte. 1973 wurde Maron auf den Lehrstuhl für Neuere Kirchengeschichte an der Kirchlichen Hochschule in Berlin berufen. 1976 wechselte er an die Theologische Fakultät der Universität Kiel, wo er bis zu seiner Emeritierung im Jahre 1993 lehrte.
Von 1979 bis 1997 war Maron Präsident des Evangelischen Bundes. Er setzte sich besonders dafür ein, dass der Bund sich zu seinem 100-jährigen Bestehen 1986 mit dem Motto „Evangelisch und Ökumenisch“ ein neues Leitbild gab. Er war ferner Mitglied der Joachim-Jungius-Gesellschaft der Wissenschaften sowie Vorstandsmitglied der Luther-Gesellschaft.
Zu seinen Schülern gehören Harry Oelke, Professor an der Ludwig-Maximilians-Universität München, Jörg Haustein, ehemals Professor an der Universität Bonn, und Walter Fleischmann-Bisten.

## Schriften (Auswahl)
- Individualismus und Gemeinschaft bei Caspar von Schwenckfeld. Evangelisches Verlagswerk, 1961 (zugleich Dissertation).
- Kirche und Rechtfertigung. Eine kontroverstheologische Untersuchung, ausgehend von den Texten des Zweiten Vatikanischen Konzils. Vandenhoeck & Ruprecht, Göttingen, 1969 (Habil.).
- Die römisch-katholische Kirche von 1870 bis 1970. Vandenhoeck & Ruprecht, Göttingen, 1972 (Die Kirche in ihrer Geschichte, Bd. 4, Lfg. N 2).
- Das katholische Lutherbild der Gegenwart. Anmerkungen und Anfragen. Vandenhoeck & Ruprecht, Göttingen, 1982. ISBN 3-525-87143-0
- Zum Gespräch mit Rom. Beiträge aus evangelischer Sicht. Vandenhoeck & Ruprecht, Göttingen, 1988. ISBN 3-525-87158-9.
- Martin Luther und Epikur. Ein Beitrag zum Verständnis des alten Luther (Berichte aus den Sitzungen der Joachim Jungius-Gesellschaft e.V., 6 [1988], H. 1). Hamburg 1988.
- Die ganze Christenheit auf Erden. Martin Luther und seine ökumenische Bedeutung. Zum 65. Geburtstag des Verfassers hrsg. von Gerhard Müller und Gottfried Seebaß. Vandenhoeck & Ruprecht, Göttingen 1993.
- Ignatius von Loyola. Mystik – Theologie – Kirche. Vandenhoeck & Ruprecht, Göttingen 2001. ISBN 3-525-55442-7.

Als Herausgeber
- Humanitas-Christianitas. Walther von Loewenich zum 65. Geburtstag. Luther-Verlag, Witten, 1968 (mit Karlmann Beyschlag und Eberhard Wölfel).
- Evangelisch und Ökumenisch. Beiträge zum 100jährigen Bestehen des Evangelischen Bundes. Vandenhoeck und Ruprecht, Göttingen, 1986. ISBN 3-525-56528-3.